# Província de Siirt
Siirt (en kurd Sêrt) és una província situada al sud-est de Turquia. La seva capital és la ciutat homònima de Siirt. Siirt es troba a una alçada que oscil·la entre 600 i 1600 m i té una superfície de 6186 km². Limita al nord amb Bitlis i Van. Al sud limita amb Şırnak i Mardin i a l'oest amb Batman. El punt més alt de la província és la muntanya Herekol Dağı amb 2.838m.

## Població
La província té 303,622 habitants, dels quals la major part són kurds. A més hi ha una minoria àrab relativament petita a Siirt.

## Districtes
La província està dividida en set districtes (el districte de la capital apareix en negreta).
| - Siirt - Aydınlar - Baykan - Eruh | - Kurtalan - Pervari - Şirvan |

## Història
La història de Siirt es remunta a èpoques molt lluyanes. Siirt va pertànyer als assiris, als babilonis i després d'això als medes i els perses. També els romans, els parts i els sassànides van predominar a la zona. El 1514 va caure en mans dels otomans. El 1919, Siirt era un sandjak de l'Imperi Otomà i el 1923 esdevingué una província de Turquia.